# Heinrich Pröhle
Christoph Ferdinand Heinrich Pröhle, född den 4 juni 1822 i Satuelle, död den 28 maj 1895 i Steglitz, var en tysk författare. Han var son till Heinrich Andreas Pröhle.
13 år gammal började han i katedralskolan i Halberstadt, kom därefter till gymnasiet i Merseburg och studerade i Halle och Berlin. Sin resa genom Ungern, Tyskland och Tyrolen (1847) skildrade han så livfullt att Augsburger Allgemeine Zeitung sände honom som sin korrespondent till Wien under oktoberrevolten 1848. Han bosatte sig i Berlin, men flyttade 1851 till Harztrakten för att studera sägen- och folkvisediktning. År 1855 tog han doktorsgraden i Bonn, och han var därefter lärare fram till 1890. Av hans många böcker har G.A. Bürger, Friedrich der Grosse und die deutsche Litteratur, Lessing, Wieland, Heinse (1877) och Abhandlungen über Goethe, Schiller, Bürger und einige ihrer Freunde (1889) förblivande värde.